# Кордофан (плато)
Кордофан е плато в южната част на Судан, разположено между платото Дарфур на запад и долината на река Бели Нил на изток. Средната му надморска височина е от 500 до 1000 m. Представлява показващата се на повърхността докамбрийска кристалинна основа на Африканската платформа с остатъчни островни възвишения, изградени от нубийски пясъчници. По-високите островни възвишения са Хараза (1127 m) на североизток, Гулуд (1095 m) на юг, Темадинга (1460 m) на югоизток. Цокълните равнини на платото Кордофан са силно разчленени от долините на временни реки, явяващи се по време на влажния сезон леви притоци на Бели Нил. Климатът е субекваториален с летни дъждове от порядъка на 300 – 500 mm годишно. Почвите са червеникаво-кафяви и червено-кафяви. Цялото плато е заето от савани, на север – опустинени, с храстовидни акации, а на юг – умерено влажни, тревисти, с акации, баобаби и палми.